# Odontophorus speciosus
Codorniz-de-peito-ruivo ou corcovado-de-peito-ruivo (Odontophorus speciosus) é uma espécie de ave da família Odontophoridae.
Pode ser encontrada nos seguintes países: Bolívia, Equador e Peru.
Os seus habitats naturais são: regiões subtropicais ou tropicais húmidas de alta altitude.